# Менадион
Менадион (англ. menadione, синоним англ. menaphthone) — полициклический ароматический кетон, основой которого является 1,4-нафтохинон. Менадиона натрия бисульфит применяется в качестве лекарственного препарата как синтетический водорастворимый аналог витамина K (торговое наименование этой соли — викасол).

## Терминология
Иногда менадион называют витамином К3, хотя производные нафтохинона без боковой цепи в 3-м положении не могут проявлять все функции витаминов группы К. Менадион является предшественником витамина K2, поэтому корректнее называть его провитамином.

## Применение в качестве лекарственного препарата
Препарат «Викасол» (менадиона натрия бисульфит) был разработан в УССР в качестве водорастворимого аналога витамина K, что позволяет применять его парентеральным путём. Викасол выпускается в виде раствора для внутримышечного введения и таблеток. Не одобрен FDA.
Также проводились экспериментальные исследования менадиона в качестве химиотерапевтического средства для лечения злокачественных новообразований.

### Фармакологическое действие
Фармакологическое действие основано на свойствах, схожих с витаминами группы K. Согласно официальной информации о лекарственном препарате, викасол:
- способствует синтезу протромбина и проконвертина, повышает свертываемость крови за счёт усиления синтеза II, VII, IX, X факторов свертывания;
- обладает гемостатическим действием (при дефиците витамина К возникает повышенная кровоточивость);
- субстратно стимулирует K-витаминредуктазу, активирующую витамин К и обеспечивающую его участие в печеночном синтезе K-витаминзависимых плазменных факторов гемостаза. Начало эффекта — через 8-24 ч (после в/м введения).

### Показания
В официальной информации о препарате, зарегистрированной в Российской Федерации, указаны следующие показания:
- Гипопротромбинемия (профилактика и лечение), обусловленная дефицитом витамина К: нарушение коагуляции вследствие снижения содержания факторов II, VII, IX, X, на фоне приема некоторых ЛС (производных кумарина и индандиона (варфарина), салицилатов, некоторых антибиотиков), обтурационной желтухи, синдрома мальабсорбции, целиакии, нарушения функции тонкого кишечника, поджелудочной железы, резекции тонкой кишки, длительной диареи, дизентерии, болезни Крона, спру, язвенного колита, абеталипопротеинемии, парентерального питания, у новорождённых, получающих необогащенные смеси или находящихся исключительно на грудном вскармливании.
- Геморрагическая болезнь у новорождённых (профилактика и лечение), в том числе у новорождённых высокой группы риска — родившихся от матерей, получавших антикоагулянты (в том числе фенитоин).

### Противопоказания
Гиперчувствительность, гиперкоагуляция, тромбоэмболия, гемолитическая болезнь новорождённых.
C осторожностью: дефицит глюкозо-6-фосфатдегидрогеназы, печеночная недостаточность, беременность.

### Побочные действия
- Аллергические реакции: гиперемия лица, кожная сыпь (в том числе эритематозная, крапивница), зуд кожи, бронхоспазм.
- Со стороны системы крови: гемолитическая анемия, гемолиз у новорождённых детей с врождённым дефицитом глюкозо-6-фосфатдегидрогеназы.
- Местные реакции: боль и отёк в месте введения, поражение кожи в виде пятен при повторных инъекциях в одно и то же место.
- Прочие: гипербилирубинемия, желтуха (в том числе ядерная желтуха у грудных детей); редко — головокружение, транзиторное снижение АД, «профузный» пот, тахикардия, «слабое» наполнение пульса, изменение вкусовых ощущений.

### Способ применения и дозы
В/м, разовая доза для взрослых — 10-15 мг, суточная — 30 мг. Внутрь, суточная доза для взрослых — 15-30 мг. Детям: новорождённым — до 4 мг/сут, до 1 года — 2-5 мг/сут, до 2 лет — 6 мг/сут, 3-4 лет — 8 мг/сут, 5-9 лет — 10 мг/сут, 10-14 лет — 15 мг/сут. Продолжительность лечения — 3-4 дня, после 4-дневного перерыва курс повторяют. При хирургических вмешательствах с возможным сильным паренхиматозным кровотечением назначают в течение 2-3 дней перед операцией.

### Особые указания
При заболеваниях, приводящих к нарушению оттока желчи, рекомендуется парентеральное введение. При гемофилии и болезни Верльгофа препарат неэффективен. Профилактическое назначение витамина К в III триместре беременности неэффективно вследствие низкой проницаемости для него плаценты. Для профилактики геморрагической болезни новорождённых фитонадион более предпочтителен, чем менадиона натрия бисульфит, поскольку реже вызывает у новорождённых (включая недоношенных) гипербилирубинемию и гемолитическую анемию.

### Взаимодействие
Ослабляет эффект непрямых антикоагулянтов (в том числе производных кумарина и индандиона). Антациды снижают абсорбцию вследствие осаждения солей желчных кислот в начальном отделе тонкого кишечника. Не влияет на антикоагулянтную активность гепарина. Одновременное назначение с антибиотиками широкого спектра действия, хинидином, хинином, салицилатами в высоких дозах, антибактериальными сульфонамидами требует увеличения дозы витамина К. Колестирамин, колестипол, минеральные масла, сукралфат, дактиномицин снижают абсорбцию витамина К, что требует увеличения его дозы. Одновременное назначение с гемолитическими ЛС увеличивают риск проявления побочных эффектов.

## Применение в качестве кормовой добавки
Менадион используется в качестве источника витамина К в кормовых добавках для домашних животных.